# クラウス・フィッシャー
クラウス・フィッシャー（Klaus Fischer, 1949年12月27日 -）は、ドイツ出身の元サッカー選手、サッカー指導者。現役時代のポジションはフォワード。ブンデスリーガ史上に残るストライカーの一人、11年間を過ごしたシャルケ04のアイコン的な存在であり、バイシクル・キックによるアクロバティックな得点は彼の代名詞となっていた。

## 経歴

### クラブ
フィッシャーはバイエルン州の奥地にあるクロイツシュトラースルという小さな村で育ち、SCツヴィーゼルというクラブでプレーをした。18歳の時にヘネス・バイスバイラーの率いるボルシア・メンヒェングラートバッハのテストを受けたが身体的な問題のため契約は見送られ、ガラス職人としての職業訓練を受けるかたわらプロサッカー選手となる道を模索した。やがて、センターフォワードの人材を探していたTSV1860ミュンヘンの目に留まり、2年契約を締結。シーズン2年目にリーグ戦で19得点をあげる活躍を見せたが、チームは成績不振により2部リーグに降格した。
1970年にシャルケ04へ移籍すると、すぐにチームを牽引する存在となり、1971-72シーズンにはリーグ戦2位となり優勝を逃したものの、DFBポカール制覇に貢献した。一方、1972年に7クラブ、50人以上の選手や関係者の関わったスキャンダル が発覚すると、フィッシャーはこれに関与したとしてチームメイトと共にドイツサッカー連盟 (DFB) から1年間の出場停止処分を受けた。処分期間は1972年9月から1973年10月までとなった。
復帰後の1976年にはリーグ戦で29得点をあげてブンデスリーガ得点王となるなど、11年間の在籍期間に182得点をあげた。1980年3月22日に行われたバイエル・ユルディンゲン戦において、相手ディフェンスと交錯した際に脚の脛骨を骨折。この負傷の治療とリハビリのため10か月間の離脱を余儀なくされ、チームの成績も下降線をたどった。
1981年に長年過ごしたシャルケを離れ、1.FCケルンに移籍し3年間プレー。1984年にVfLボーフムへ移籍し4年間プレーした後、1988年に現役を引退した。フィッシャーは現役を通じてリーグ通算535試合に出場し268得点を記録したが、得点に関しては2021年3月20日にロベルト・レヴァンドフスキによって更新されるまで、ゲルト・ミュラーに次ぐ歴代2位の記録となっていた。

### 代表
西ドイツ代表としては、1972年に発覚したスキャンダルにより当面の間は招集を見送られることになり、結果として5年間の出場停止となった。1977年にDFBによって処分が解除された時には27歳となっていた。
同年4月27日に行われた北アイルランド代表との国際親善試合でデビューし、この試合で代表初得点を決めた。同年11月16日行われたスイス代表との国際親善試合では彼の代名詞でもあるバイシクル・キックで得点を決めたが、この得点はドイツ公共放送連盟の選ぶ同月の月間最優秀賞、同年の年間最優秀賞、1970年代の最優秀賞、20世紀の最優秀賞に選ばれている。1978年にアルゼンチンで開催された1978 FIFAワールドカップではセンターフォワードのレギュラーとして大会に挑んだが、無得点に終わり評価を落とした。
アルゼンチン大会後、監督に就任したユップ・デアヴァルの下で信頼を回復し、1980年にイタリアで開催されたUEFA欧州選手権1980に向けてフィッシャーをセンターフォワードに据えた布陣で準備が進められていた。その矢先、同年3月22日に行われた国内リーグ戦において脚の脛骨を骨折したため、大会参加は不可能となり、代わりにホルスト・ルベッシュが招集された。
1982年にスペインで開催された1982 FIFAワールドカップではセンターフォワードの座をルベッシュと争うことになった。1次リーグでは控えに回ったが、2次リーグのスペイン代表戦で先発出場を果たすと、これ以降はスタメンに定着。準決勝のフランス代表戦では延長後半に途中出場したルベッシュからの折り返しからバイシクル・キックを放ち、3-3の同点とする得点を挙げた。続く決勝のイタリア代表戦でも先発に名を連ねたが、この試合が最後の代表出場となった。西ドイツ代表としての通算成績は国際Aマッチ45試合出場32得点。

### 引退後
引退後はサッカー指導者となり、1988年から1989年にかけてVfLボーフムでフランツ＝ヨーゼフ・テンハーゲン監督のアシスタントコーチを務めた。
古巣のシャルケでは1990-91シーズンにはペーター・ノイルーラー監督のアシスタントを務めると、1990年11月から12月にかけて暫定監督として4試合を指揮。1991-92シーズンにはアレクサンダル・リスティッチ監督のアシスタントを務め、シーズン終盤の1992年5月には暫定監督として4試合を指揮した。その後、1992年から1995年にかけてシャルケ04アマチュアの監督を務めた後、子供向けのサッカースクールを運営している。

## 個人記録

### クラブでの成績
出典
| クラブ成績     | クラブ成績     | クラブ成績 | リーグ | リーグ | カップ | カップ | ヨーロッパ | ヨーロッパ | その他 | その他 | 通算 | 通算 |
| クラブ         | リーグ         | シーズン   | 出場   | 得点   | 出場   | 得点   | 出場       | 得点       | 出場   | 得点   | 出場 | 得点 |
| -------------- | -------------- | ---------- | ------ | ------ | ------ | ------ | ---------- | ---------- | ------ | ------ | ---- | ---- |
| 1860ミュンヘン | ブンデスリーガ | 1968-69    | 26     | 9      | 1      | 0      | 2          | 0          | -      | -      | 29   | 9    |
| 1860ミュンヘン | ブンデスリーガ | 1969-70    | 34     | 19     | 0      | 0      | 2          | 2          | -      | -      | 36   | 21   |
| 1860ミュンヘン | 小計           | 小計       | 60     | 28     | 1      | 0      | 4          | 2          | -      | -      | 65   | 30   |
| シャルケ04     | ブンデスリーガ | 1969-70    | 0      | 0      | 2      | 0      | -          | -          | -      | -      | 2    | 0    |
| シャルケ04     | ブンデスリーガ | 1970-71    | 34     | 15     | 5      | 1      | -          | -          | -      | -      | 39   | 16   |
| シャルケ04     | ブンデスリーガ | 1971-72    | 29     | 22     | 8      | 8      | -          | -          | -      | -      | 38   | 29   |
| シャルケ04     | ブンデスリーガ | 1972-73    | 0      | 0      | 0      | 0      | 1          | 1          | 6      | 3      | 7    | 4    |
| シャルケ04     | ブンデスリーガ | 1973-74    | 25     | 21     | 1      | 1      | -          | -          | -      | -      | 26   | 22   |
| シャルケ04     | ブンデスリーガ | 1974-75    | 33     | 17     | 3      | 3      | -          | -          | -      | -      | 36   | 20   |
| シャルケ04     | ブンデスリーガ | 1975-76    | 34     | 29     | 3      | 3      | -          | -          | -      | -      | 37   | 32   |
| シャルケ04     | ブンデスリーガ | 1976-77    | 31     | 24     | 3      | 4      | 5          | 6          | -      | -      | 39   | 34   |
| シャルケ04     | ブンデスリーガ | 1977-78    | 32     | 20     | 6      | 7      | 3          | 0          | -      | -      | 41   | 27   |
| シャルケ04     | ブンデスリーガ | 1978-79    | 34     | 21     | 3      | 4      | -          | -          | -      | -      | 37   | 25   |
| シャルケ04     | ブンデスリーガ | 1979-80    | 26     | 7      | 4      | 4      | -          | -          | -      | -      | 30   | 11   |
| シャルケ04     | ブンデスリーガ | 1980-81    | 17     | 6      | 0      | 0      | -          | -          | -      | -      | 17   | 6    |
| シャルケ04     | 小計           | 小計       | 295    | 182    | 38     | 35     | 9          | 7          | 6      | 3      | 348  | 227  |
| 1.FCケルン     | ブンデスリーガ | 1981-82    | 31     | 7      | 1      | 0      | -          | -          | -      | -      | 32   | 7    |
| 1.FCケルン     | ブンデスリーガ | 1982-83    | 32     | 12     | 6      | 5      | 5          | 3          | -      | -      | 43   | 20   |
| 1.FCケルン     | ブンデスリーガ | 1983-84    | 33     | 12     | 3      | 5      | 4          | 2          | -      | -      | 40   | 19   |
| 1.FCケルン     | 小計           | 小計       | 96     | 31     | 10     | 10     | 9          | 5          | -      | -      | 115  | 46   |
| VfLボーフム    | ブンデスリーガ | 1984-85    | 34     | 16     | 3      | 0      | -          | -          | -      | -      | 37   | 16   |
| VfLボーフム    | ブンデスリーガ | 1985-86    | 27     | 8      | 4      | 0      | -          | -          | -      | -      | 31   | 8    |
| VfLボーフム    | ブンデスリーガ | 1986-87    | 11     | 3      | 0      | 0      | -          | -          | -      | -      | 11   | 3    |
| VfLボーフム    | ブンデスリーガ | 1987-88    | 12     | 0      | 3      | 2      | -          | -          | -      | -      | 15   | 2    |
| VfLボーフム    | 小計           | 小計       | 84     | 27     | 10     | 2      | -          | -          | -      | -      | 94   | 29   |
| 合計           | 合計           | 合計       | 535    | 268    | 59     | 47     | 22         | 14         | 6      | 3      | 622  | 333  |

### 代表での成績
出典
| 西ドイツ代表 | 西ドイツ代表 | 西ドイツ代表 |
| 年           | 出場         | 得点         |
| ------------ | ------------ | ------------ |
| 1977         | 9            | 11           |
| 1978         | 11           | 1            |
| 1979         | 6            | 5            |
| 1980         | 1            | 2            |
| 1981         | 8            | 9            |
| 1982         | 10           | 4            |
| 合計         | 45           | 32           |

### 代表での得点
出典
| #  | 開催日         | 開催地                         | 対戦国       | 結果 | 大会                          |
| -- | -------------- | ------------------------------ | ------------ | ---- | ----------------------------- |
| 1  | 1977年4月27日  | 西ドイツ、ケルン               | ブルガリア   | 5-0  | 親善試合                      |
| 2  | 1977年4月27日  | 西ドイツ、ケルン               | ブルガリア   | 5-0  | 親善試合                      |
| 3  | 1977年6月5日   | アルゼンチン、ブエノスアイレス | アルゼンチン | 3-1  | 親善試合                      |
| 4  | 1977年6月5日   | アルゼンチン、ブエノスアイレス | アルゼンチン | 3-1  | 親善試合                      |
| 5  | 1977年6月12日  | ブラジル、リオデジャネイロ     | ブラジル     | 1-1  | 親善試合                      |
| 6  | 1977年6月14日  | メキシコ、メキシコシティ       | メキシコ     | 2-2  | 親善試合                      |
| 7  | 1977年6月14日  | メキシコ、メキシコシティ       | メキシコ     | 2-2  | 親善試合                      |
| 8  | 1977年9月7日   | フィンランド、ヘルシンキ       | フィンランド | 1-0  | 親善試合                      |
| 9  | 1977年6月14日  | 西ドイツ、シュトゥットガルト   | スイス       | 4-1  | 親善試合                      |
| 10 | 1977年6月14日  | 西ドイツ、シュトゥットガルト   | スイス       | 4-1  | 親善試合                      |
| 11 | 1977年12月14日 | 西ドイツ、ドルトムント         | ウェールズ   | 1-1  | 親善試合                      |
| 12 | 1978年12月20日 | 西ドイツ、デュッセルドルフ     | オランダ     | 1-1  | 親善試合                      |
| 13 | 1979年5月2日   | ウェールズ、カーディフ         | ウェールズ   | 2-0  | UEFA欧州選手権1980予選        |
| 14 | 1979年10月17日 | 西ドイツ、ケルン               | ウェールズ   | 5-1  | UEFA欧州選手権1980予選        |
| 15 | 1979年10月17日 | 西ドイツ、ケルン               | ウェールズ   | 5-1  | UEFA欧州選手権1980予選        |
| 16 | 1979年11月21日 | ソビエト連邦、トビリシ         | ソビエト連邦 | 3-1  | 親善試合                      |
| 17 | 1979年12月22日 | 西ドイツ、ゲルゼンキルヒェン   | オランダ     | 2-0  | UEFA欧州選手権1980予選        |
| 18 | 1980年2月27日  | 西ドイツ、ブレーメン           | マルタ       | 8-0  | UEFA欧州選手権1980予選        |
| 19 | 1980年2月27日  | 西ドイツ、ブレーメン           | マルタ       | 8-0  | UEFA欧州選手権1980予選        |
| 20 | 1981年4月29日  | 西ドイツ、ハンブルク           | オーストリア | 2-0  | 1982 FIFAワールドカップ・予選 |
| 21 | 1981年5月19日  | 西ドイツ、シュトゥットガルト   | ブラジル     | 1-2  | 親善試合                      |
| 22 | 1981年5月19日  | フィンランド、ラハティ         | フィンランド | 4-0  | 1982 FIFAワールドカップ・予選 |
| 23 | 1981年5月19日  | フィンランド、ラハティ         | フィンランド | 4-0  | 1982 FIFAワールドカップ・予選 |
| 24 | 1981年9月2日   | ポーランド、ホジューフ         | ポーランド   | 2-0  | 親善試合                      |
| 25 | 1981年9月23日  | 西ドイツ、ボーフム             | フィンランド | 7-1  | 1982 FIFAワールドカップ・予選 |
| 26 | 1981年11月18日 | 西ドイツ、ドルトムント         | アルバニア   | 8-0  | 1982 FIFAワールドカップ・予選 |
| 27 | 1981年11月18日 | 西ドイツ、ドルトムント         | アルバニア   | 8-0  | 1982 FIFAワールドカップ・予選 |
| 28 | 1981年11月22日 | 西ドイツ、デュッセルドルフ     | ブルガリア   | 4-0  | 1982 FIFAワールドカップ・予選 |
| 29 | 1982年2月17日  | 西ドイツ、ハノーファー         | ポルトガル   | 3-1  | 1982 FIFAワールドカップ・予選 |
| 30 | 1982年2月17日  | 西ドイツ、ハノーファー         | ポルトガル   | 3-1  | 1982 FIFAワールドカップ・予選 |
| 31 | 1982年7月2日   | スペイン、マドリード           | スペイン     | 2-1  | 1982 FIFAワールドカップ       |
| 32 | 1982年7月8日   | スペイン、セビリア             | フランス     | 3-3  | 1982 FIFAワールドカップ       |

## 獲得タイトル

### 選手

#### クラブ
シャルケ04
- DFBポカール 1回 (1971-72)

1.FCケルン
- DFBポカール 1回 (1982-83)

#### 個人
- ブンデスリーガ得点王 1回 (1975-76) 29得点
- ARD選定 年間最優秀ゴール 3回 (1975,1977,1982)[12][39][40]
- 1970年代最優秀ゴール[12]
- 20世紀最優秀ゴール[12]